# Ulebo
Ulebo är en by i Nora socken, Heby kommun, Uppland.
Ulebo omtalas i dokument första gången 1415 ("vgglabodhum", "oolabodhum", "ii vgglabodhum") i samband med att Bengt i Ullebo bytte bort jord i Brunnvalla mot 3 öresland och 2 1/2 penningland i Ulebo samt "Østenswret" med humlegård, kvarn och kvarnställe samt 16 penningland i Holvastby, 10 penningland i "Alastanthabodhum", 8 penningland i Nordanhed, sju urfjällar i Nordanhed. Förleden i namnet är en genitiv pluralform av fågeln uggla. Under 1500-talet består byn av ett mantal skattejord, 4 öresland. Ulebo ingick fram till laga skifte i Bergbolsta skifteslag namngivet efter den försvunna byn Berg, tillsammans med Prästgården, Holvastby, Skinnarbo samt Norr och Sör Åsbo.
Bland bebyggelser på ägorna märks Blaggarsbo, omtalat första gången 1835, som var ett äldre namn ett av torpen vid Hedenslund, på Ulebo och Holvastby ägor. Bärfallet, känt sedan slutet av 1700-talet var ett nu försvunnet torp vid skogsbacken med samma namn. Erik-Ers är den norra gården i byn som flyttades hit före laga skiftet 1870. Fagerheden är ett nu försvunnet torp vid Hedenslund dokumenterat vid mitten av 1800-talet. Ett angränsande torp, belägen in på Holvastby ägor bär nu samma namn. Jakobsdal är ett torp dokumenterat första gången 1801. Källviken är en fastighet som avsöndrades från Holvastby och Ulebo 1863. Namnet syftar den intilliggande på Ulebo kvarnkälla, som tidigare drev Ulebo kvarn. Lars-Anders är södra gården i byn, utflyttad hit före laga skifte 1870.